# L 98-59

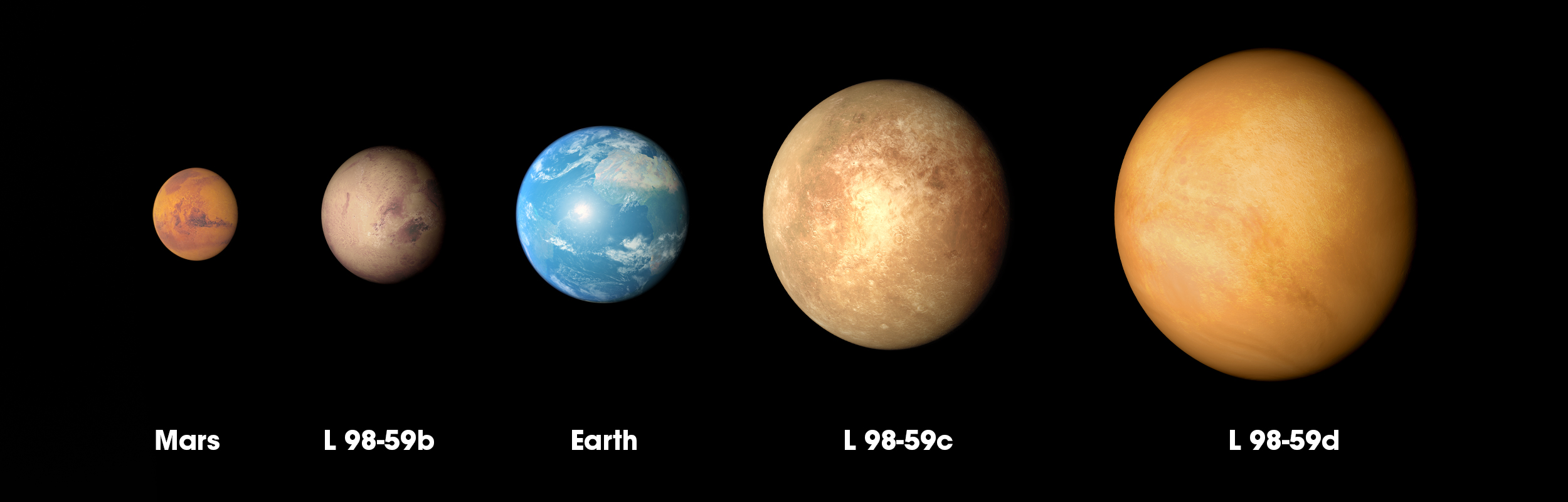
Los tres planetas descubiertos en el sistema L98-59 por el Transiting Exoplanet Survey Satellite (TESS) de la NASA se comparan con Marte y la Tierra en orden creciente de tamaño en esta ilustración.

L 98-59  (TOI-175, TIC 307210830) es una estrella enana M brillante, ubicada en la constelación de Volans, a una distancia de 10,623 ± 0,003 pc o 34,648 ±0,01 años luz, la distancia fue medida por Gaia y la fotometría de banda ancha demuestra que es una estrella enana M3 con tres planetas de tamaño terrestre en tránsito, los planetas fueron anunciados en marzo de 2019 por TESS.
En 2021, nuevas observaciones han permitido el descubrimiento de un cuarto planeta, mientras que se señala como probable, aunque aún no confirmada, la presencia de un quinto planeta, este último ubicado probablemente en la zona habitable de la estrella.